# Malyala
Malyala fou una dinastia subordinada dels Kakatiyes que va ser fundada per Gunda Dannaya que va rebre el poder dels kakatiyes. La seva capital fou Vardhamanapura.
Al fundador Gunda Dannaya el van succeir els seus fills; el gran Gunda Dandanayaka el va succeir a la capital Vardhamanapura, i el segon, Bacha Varudhana, va rebre part del regne amb centre a Badhupara. Els dos fills també van servir com a caps militars dels kakatiyes. Gunda Dandanayaka fou el guerrer més gran de la família i va servir al rei Ganapati i a la reina Rudrama Devi, dels kakatiyes. Se li coneixen dues inscripcions als anys 1181 i 1194, trobades a Budapur; la seva bandera tenia un Garuda (àguila mitològica); portava els títols de Pedamuthuganda, Divilunthaka i Raya Garundaka que havia rebut del rei kakatiya per les seves victòries; estava casat amn Kuppambika que era la germana petita de Gona Gannareddy, el famós cap militar dels kakatiyes; Kuppambika va emetre uns inscripció a Budapudi l'any 1190; segons aquesta inscripció Gunda Dandanayaka va morir el 1276, regnant Rudrama Devi; també la mateixa inscripció indica que Gunda va tenir tres fills, Bachaya Boppandu, Ganapatidevundu i Parvata Mallaya, dels que no es coneixen detalls. El poder de la dinastia es va acabar amb el final del regne Kakatiya el 1323.